# Hemerobius nemorensis
Hemerobius nemorensis är en insektsart som beskrevs av Douglas E. Kimmins 1952. Hemerobius nemorensis ingår i släktet Hemerobius och familjen florsländor. Inga underarter finns listade i Catalogue of Life.